# Dipartimento di Concepción (Corrientes)
Il dipartimento di Concepción è un dipartimento argentino, situato nella parte centrale della provincia di Corrientes, con capoluogo Concepción.
Esso confina con i dipartimenti di General Paz, San Miguel, Ituzaingó, Mercedes, San Roque, Saladas e Mburucuyá.
Secondo il censimento del 2001, su un territorio di 5 008 km², la popolazione ammontava a 18 411 abitanti, con un aumento demografico del 23,93% rispetto al censimento del 1991.
Il dipartimento comprende 4 comuni: Concepción, Colonia Santa Rosa, Tabay e Tatacuá.